# 雷巴赫
雷巴赫是德国莱茵兰-普法尔茨州的一个市镇。总面积2.21平方公里，总人口48人，其中男性24人，女性24人（2011年12月31日），人口密度22人/平方公里。